# Katolička Crkva u Nepalu
Katolička Crkva u Nepalu dio je svjetske Katoličke Crkve, pod duhovnim vodstvom pape i rimske kurije. Prema podacima iz 2011. u Nepalu živi preko 10 000 katolika. Upravno pripada apostolskom vikarijatu.
Katoličanstvo se prvi put širilo u Nepalu tijekom 18. stoljeća, iako u razdoblju od 1810. do 1950. misionari nisu bili dopušteni. Od 1951. misionarima je ponovno dopušten ulazak u zemlju, iako je prozelitizam ostao ilegalan, a obraćenje na kršćanstvo bilo je ilegalno sve do 1990. Godine 1983. osnovana je misija sui iuris koja pokriva i područje Nepala, a 1996. podignuta je na apostolsku prefekturu. Nepalski ustav iz 1990. nije jamčio vjersku slobodu za kršćane, ali je Nepal u svibnju 2006. proglašen sekularnom državom. Privremeni ustav koji dovršen 2007. jamči određene vjerske slobode, ali zabranjuje ljudima da pokušaju preobratiti druge. Dana 10. veljače 2007. Benedikt XVI. uzdigao je prefekturu Nepala na razinu vikarijata i imenovao Anthonyja Francisa Sharmu prvim vikarom i prvim nepalskim biskupom Katoličke Crkve.
U 2020. zabilježeno je da katolici čine 0,03% ukupnog stanovništva. Iste je godine u 14 župa djelovalo 113 svećenika i 211 redovnica.

## Vanjske poveznice
- Catholic Church in Nepal, gcatholic.org
- Nepalsko katoličko društvo, catholic.org.np u mrežnoj arhivi Wayback Machine, web.archive.org